# Clinton megye (New York)
Clinton megye az Amerikai Egyesült Államokban, azon belül New York államban található. Megyeszékhelye Plattsburgh. Lakosainak száma 79 843 fő (2020. április 1.). Clinton megye Chittenden, Grand Isle, Franklin, Les Jardins-de-Napierville, Le Haut-Richelieu, Le Haut-Saint-Laurent és Essex megyékkel határos.

## Népesség
A megye népességének változása:
| Lakosok száma | 82 048 | 81 765 | 81 643 | 81 591 | 81 251 | 79 843 |
|               | 2010   | 2011   | 2012   | 2013   | 2015   | 2020   |